# 恩潘蓋尼

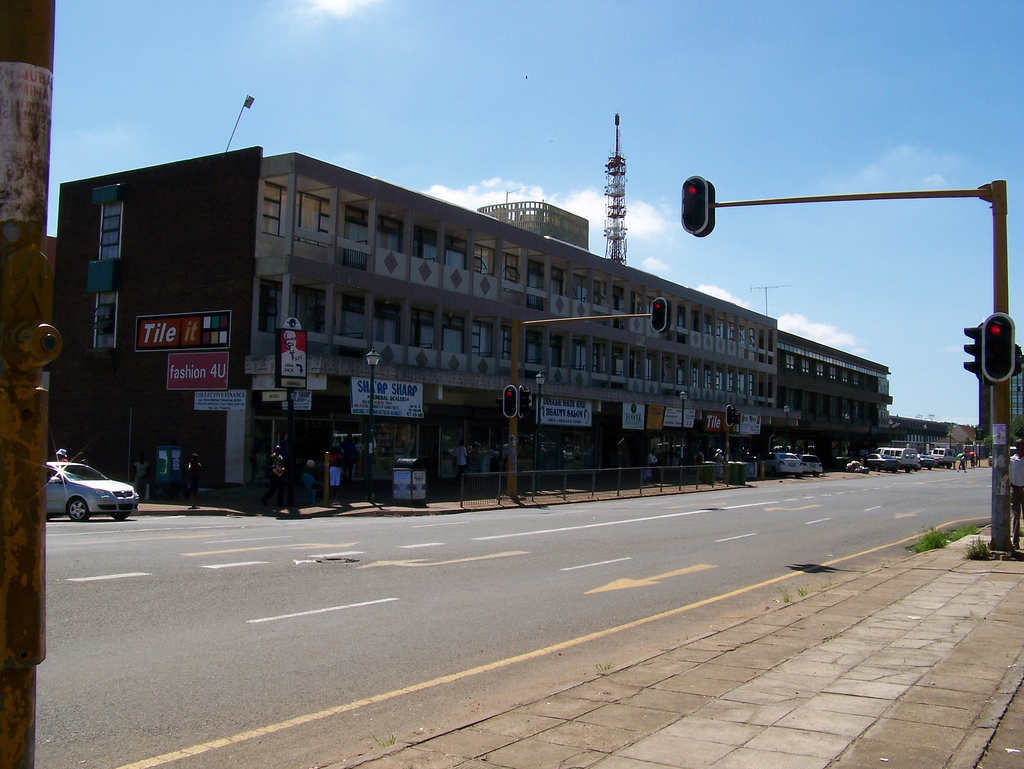

恩潘蓋尼是南非的城鎮，位於該國東北部，由夸祖魯-納塔爾省負責管轄，距離德爾班160公里，面積14平方公里，2001年人口13,306，人口密度每平方公里950人。